# IC 407
IC 407 је спирална галаксија у сазвјежђу Зец која се налази на листи објеката дубоког неба у Индекс каталогу.
Деклинација објекта је - 15° 31' 24" а ректасцензија 5h 17m 42,6s. Привидна величина (магнитуда) објекта IC 407 износи 14,2 а фотографска магнитуда 14,9. Налази се на удаљености од 43,907 милиона парсека од Сунца. IC 407 је још познат и под ознакама MCG -3-14-13, IRAS 05154-1534, PGC 17056.